# Gタンパク質
Gタンパク質（Gタンパクしつ）は、グアニンヌクレオチド結合タンパク質（グアニンヌクレオチドけつごうタンパクしつ）の略称であり、GTPまたはGDPを結合して活性のON/OFFを行うことにより、細胞内情報伝達に関与する。このうち、Rasに代表される低分子量GTPアーゼ（分子量は20から30kDaほど　単量体で機能し、細胞内のプロテインキナーゼカスケードに関与する）一群と、グアニンヌクレオチドを結合するαサブユニットのほかにβ、γのサブユニットからなる「三量体Gタンパク質」と呼ばれる一群に大別される。三量体Gタンパク質はGタンパク質共役受容体（GPCR）と共役してセカンドメッセンジャーカスケードに関連する。「三量体Gタンパク質」を「Gタンパク質」という場合もある。グアノシン二リン酸 (GDP)を結合した不活性型分子は刺激によってGDPよりもグアノシン三リン酸 (GTP)に対する親和性が増し、GDP結合型からGTP結合型の活性型へ変わって情報を伝達する。結合したGTPをGDPへ加水分解するGTPアーゼ活性を持ち不活性なGDP型に戻ることができる。これを発見し調査したアルフレッド・ギルマンとマーティン・ロッドベルは1994年のノーベル生理学・医学賞をした　

## ヘテロ三量体Gタンパク質
膜受容体関連ヘテロ三量体Gタンパク質（「大きな」Gタンパク質：GTPを結合するサブユニットは40 kDa前後）はGタンパク質共役受容体(GPCR)により活性化され、グアニンヌクレオチドを結合しGTPアーゼ活性を持つαサブユニットとβ，γサブユニットからなる。

Gタンパク質は重要なシグナル伝達分子の一つであり、糖尿病、アルコール依存症、ある種の下垂体がんなどの疾病はGタンパク質の機能不全によるものであると考えられる。したがってそれらの機能、シグナル経路、タンパク質相互作用を理解することにより、治療や様々な予防措置が期待できる。

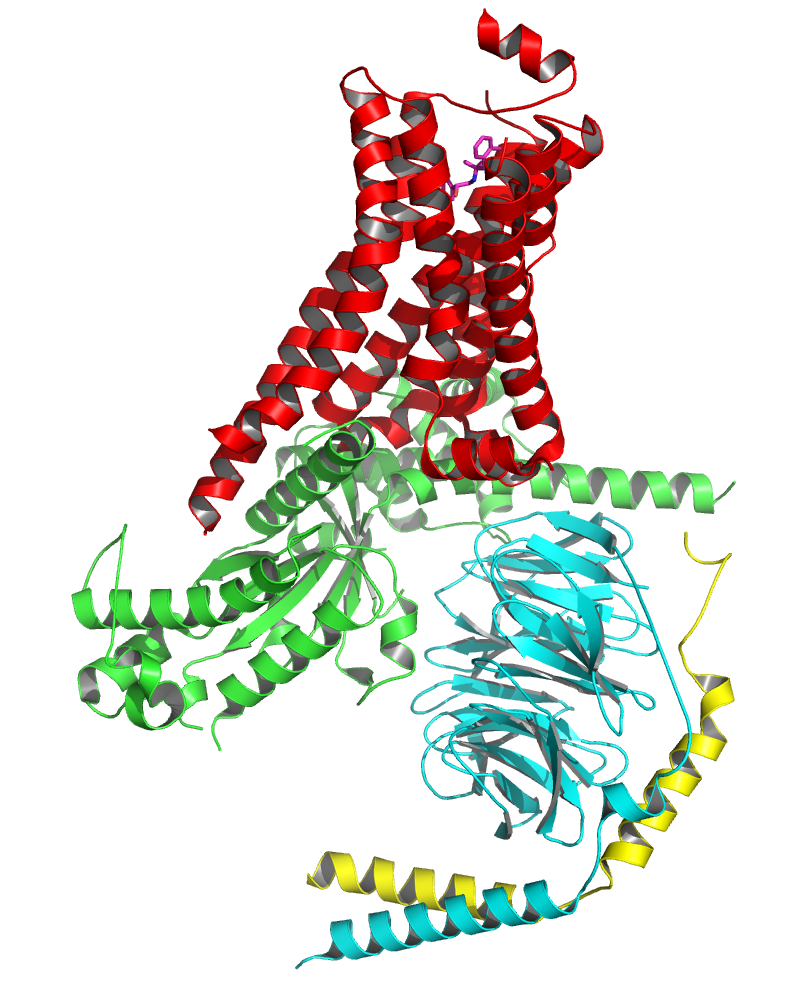
GPCRの1つであるβ2アドレナリン受容体とGタンパク質（Gs）の複合体の構造。赤色がGPCR（β2R）で、緑色がGα、青色がGβで、黄色がGγである。

受容体活性化Gタンパク質は細胞膜の内表へ結合し、Gα及び固く結合したGβγサブユニットから成る。リガンドがGタンパク結合受容体を活性化するとき、Gタンパク質は受容体と結合して、持っているGDPをGαサブユニットから切り離し、GTPの新しい分子と結合する。この交換により、Gαサブユニット、Gβγ二量体、受容体がそれぞれ分離する。Gα-GTPとGβγのそれぞれ別の『シグナリング・カスケード』（つまりセカンドメッセンジャー経路）とエフェクタータンパク質を活性化、その一方で受容体は次のGタンパク質と反応できる。Gαサブユニットは最終的にその固有の酵素活性により結合したGTPをGDPへ加水分解することで、Gβγと結合して新しい周期を始める。

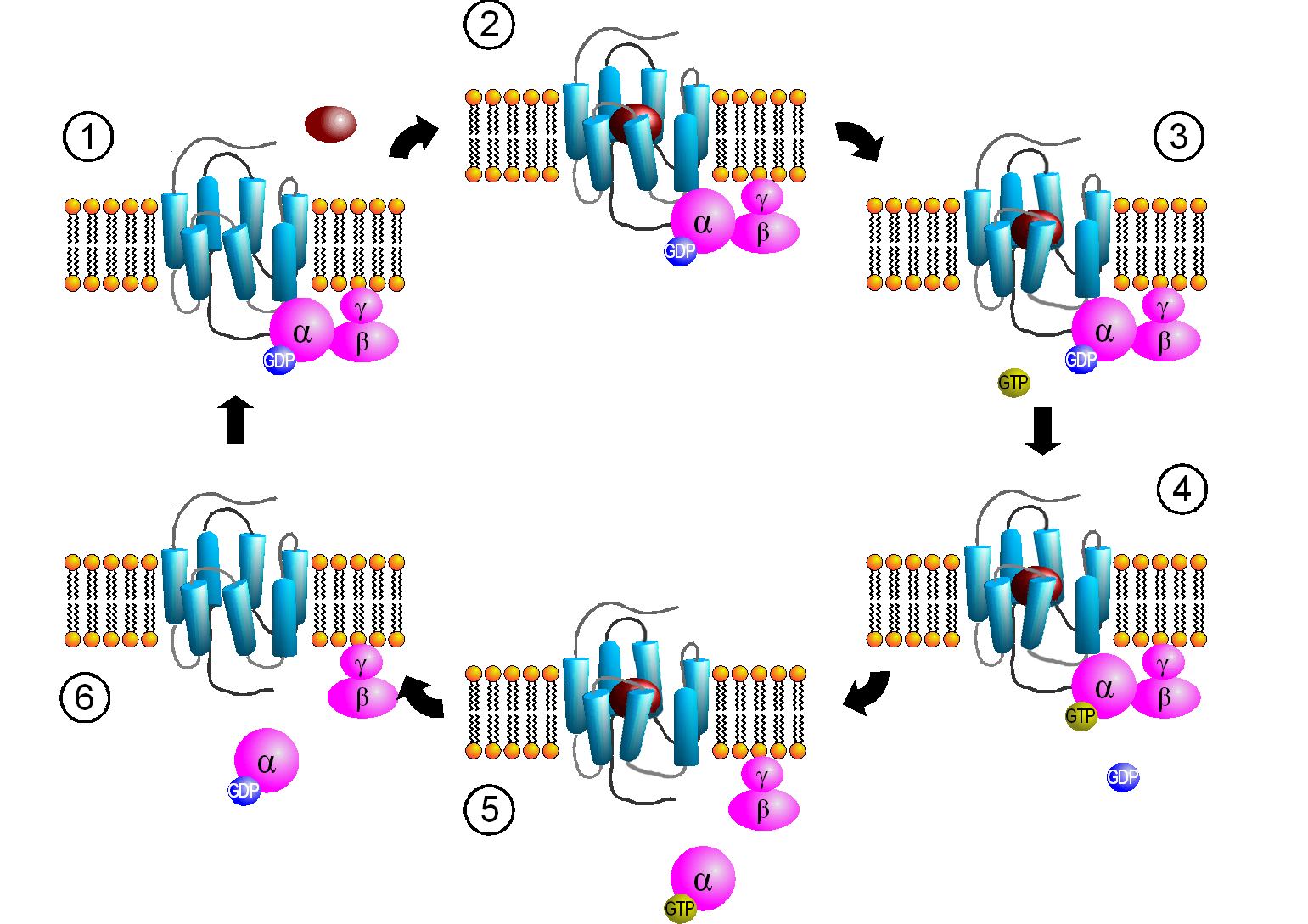
Gタンパク質の活性化サイクルの概念図

Gタンパク質が引き金となるシグナリング・カスケードのよく特徴付けられた例としてcAMP経路がある。
Gタンパク質の活性型サブユニットであるGαs-GTPによりアデニル酸シクラーゼという酵素が活性化し、セカンドメッセンジャーとして機能する環状アデノシン一リン酸 (cAMP)をATPから合成する。セカンドメッセンジャーはそのとき他の下流のタンパク質と反応して細胞の様子を変える。

### αサブユニット
GαサブユニットはGTPアーゼドメインとαヘリックスドメインの二つのドメインから成る。少なくとも20種類のαサブユニットが存在し、下の様なファミリーに分類される：
- GαsまたはGs（刺激） - アデニル酸シクラーゼを活性化してcAMP合成を増加
- GαiまたはGi（抑制） - アデニル酸シクラーゼを抑制
- Golf （嗅覚） - 嗅覚受容体と結合
- Gt （トランスデューシン） - 網膜のロドプシンと結合して視覚シグナルを伝達
- Gq - ホスホリパーゼCを刺激
- G12/13ファミリー - 細胞骨格、細胞間結合や他の動作に関連する過程を調節

G_{q}がホスホリパーゼCとプロテインキナーゼCを活性化する様子。

G_{s}がアデニル酸シクラーゼを活性化する様子。

### βγ複合体
β及びγは互いに固く結合しており、Gβγ複合体と呼ばれる。Gβγ複合体はGαサブユニットから、GDP-GTP交換の後に放出される。自由になったGβγ複合体は他のセカンドメッセンジャーを活性化させたり、直接イオンチャネルを開閉することで、それ自体シグナル分子として働くことができる。例えば、Gβγ複合体はヒスタミン受容体と結合するとホスホリパーゼA2を活性化できる。また、Gβγ複合体はムスカリン性アセチルコリン受容体に結合し、一方で直接、内向き整流性カリウム (GIRK) チャネルを開く。

## 低分子量GTPアーゼ
低分子量GTPアーゼは比較的小さく（20 kDaから25 kDa）、同様にGTPとGDPを結合し、シグナル伝達に関与している。これらのタンパク質はヘテロ三量体Gタンパク質のαサブユニットと相同であるが、単量体として存在する。このファミリーのタンパク質はRasタンパク質と相同であるため、RasスーパーファミリーGTPアーゼとも呼ばれる。